# Aksaray (Estambul)

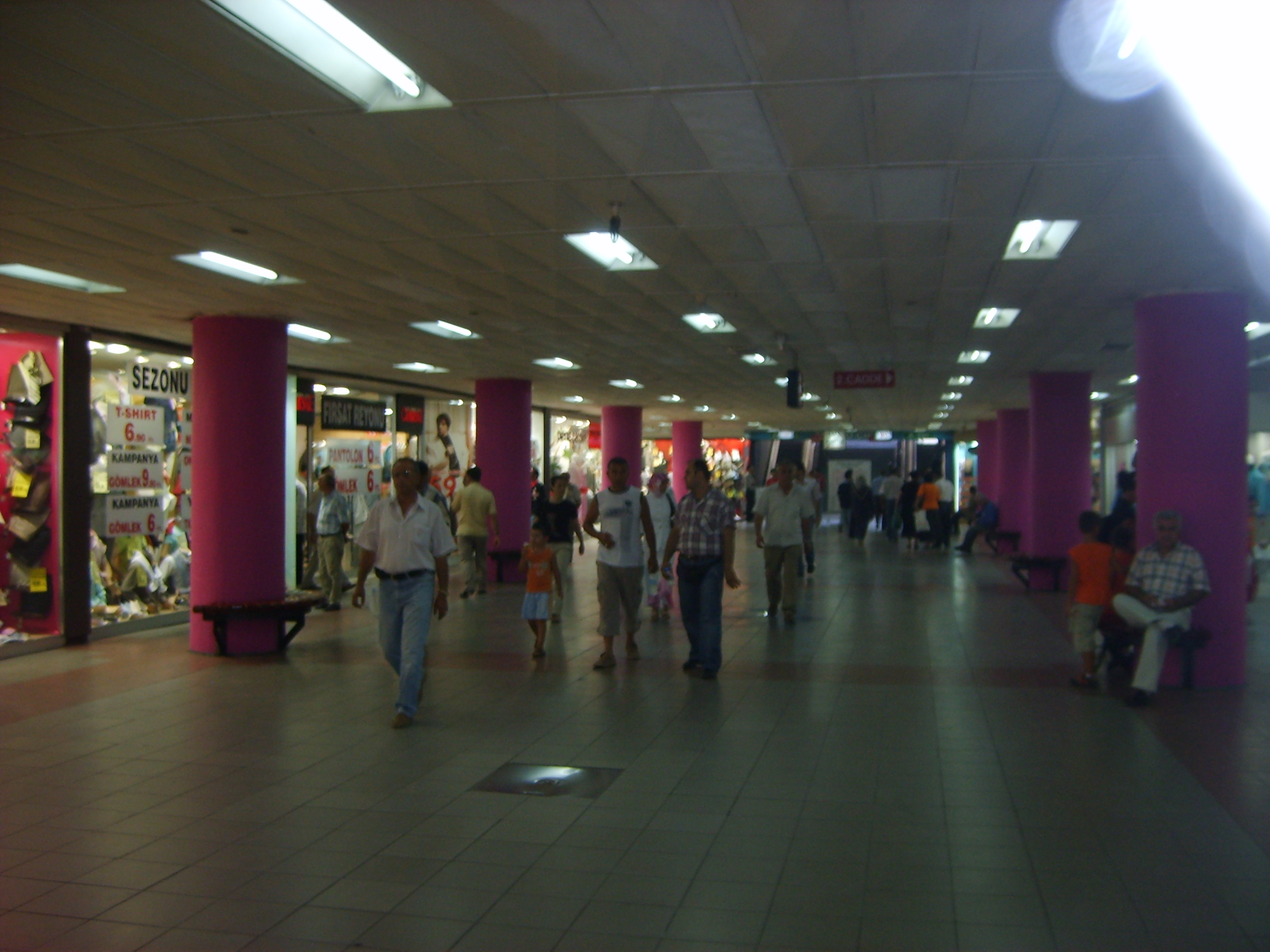
Mercado subterráneo de Aksaray.

Aksaray es un barrio de la ciudad de Estambul, Turquía, que forma parte del distrito de Fatih. En él se encuentra la Mezquita de Pertevniyal Valide Sultan. Cuenta con una apariencia moderna, con numerosos hoteles y tiendas, y una actividad comercial importante con Rusia y Rumania. En Aksaray está la última estación de la línea de metro ligero del Aeropuerto Internacional Atatürk.